# Magnetický odpor
Magnetický odpor nebo též reluktance je fyzikální veličina, která popisuje odpor, který klade prostředí průchodu magnetického toku. V magnetickém obvodu představuje ekvivalent elektrického odporu v elektrickém obvodu.

## Značení a jednotky
- Značení: {\displaystyle R_{M}}
- Jednotky:
  - {\displaystyle H^{-1}} (Henry na minus první)
  - {\displaystyle {\frac {Az}{Wb}}} (Ampérzávit na Weber)

## Výpočet
- V magnetickém obvodu platí Hopkinsonův zákon, který je obdobou Ohmova zákona pro elektrické obvody:[1]
  - {\displaystyle R_{M}={\frac {U_{M}}{\phi }}}, kde:
  - UM – magnetické napětí
  - Φ – magnetický tok
- Magnetický odpor jádra cívky/elektromagnetu lze spočítat jako:[2]
  - {\displaystyle R_{M}={\frac {l}{\mu _{0}\mu _{R}S}}}, kde:
  - l – délka magnetického obvodu (délka střední magnetické siločáry)
  - μ0 – absolutní permeabilita
  - μR – relativní permeabilita materiálu jádra
  - S – průřez jádra (plocha, přes kterou protéká magnetický tok)
- Indukčnost cívky/elektromagnetu lze vypočítat jako:[3]
  - {\displaystyle L={\frac {N^{2}}{R_{M}}}}, kde:
  - N – počet závitů